# Up the Hill Backwards
«Up the Hill Backwards» es una canción interpretada por el músico británico David Bowie para su álbum de 1980, Scary Monsters (and Super Creeps). También fue publicada como el cuarto y último sencillo del álbum el 20 de marzo de 1981 a través de RCA Records.

## Lanzamiento y recepción
«Up the Hill Backwards» fue publicado el 20 de marzo de 1981 por RCA Records (como BOW 9 ) como el cuarto sencillo del álbum de 1980, Scary Monsters (and Super Creeps), con la pieza instrumental de 1980, «Crystal Japan» como lado B. En el álbum aparece como la segunda canción del álbum. Estuvo 6 semanas en las listas de sencillos británicas, alcanzando el número 32. En Canadá, alcanzó el número 49. Ned Raggett de AllMusic describió a la canción como “una de las piezas principales del álbum”.

## Versiones en vivo
- Una versión en vivo, interpretada el 30 de agosto de 1987 en el Montreal Forum en Canadá, aparece en el álbum Glass Spider (Live Montreal ’87).[7]

## Otros lanzamientos
- La canción fue publicada el 20 de marzo de 1981 como sencillo teniendo a «Crystal Japan» en el lado B.[3]
- La canción fue publicada como lado B del lanzamiento del sencillo en Francia «Scary Monsters» el 9 de enero de 1981.[8]
- La canción aparece en el álbum recopilatorio de 1989, Sound + Vision.[9]

## Lista de canciones
Todas las canciones escritas por David Bowie.
1. «Up the Hill Backwards» – 3:15
2. «Crystal Japan» – 3:09

## Créditos
Créditos adaptados desde las notas del álbum.
- David Bowie – voz principal, teclado
- Robert Fripp – guitarra
- George Murray – bajo eléctrico
- Dennis Davis – batería
- Tony Visconti – guitarra acústica, coros
- Roy Bittan – piano

## Posicionamiento
| Gráficas (1981)                | Pico de posición |
| ------------------------------ | ---------------- |
| Reino Unido (UK Singles Chart) | 32               |
| Canadá (RPM Top Singles)       | 49               |